# Codonosmilia
Codonosmilia je izumrli rod kamenih korala.